# Variazioni amministrative della Calabria
La Regione Calabria deriva territorialmente dalle province di Calabria Citeriore e Calabria Ulteriore del Regno delle Due Sicilie.
- Nel 1970, con l'istituzione degli enti regionali, dopo un acceso dibattito viene scelto come capoluogo Catanzaro e come sede del consiglio regionale Reggio Calabria.
- Nel 1992 sono state istituite le nuove province di Crotone, con i suoi 27 comuni (Decreto legislativo 249 del 6 marzo 1992), e quella di Vibo Valentia comprendente 50 comuni, (Decreto legislativo 253 del 6 marzo 1992). I comuni che sono entrati a far parte delle nuove province sono stati distaccati dalla provincia di Catanzaro.

## Variazioni amministrative della provincia di Catanzaro
La provincia di Catanzaro deriva dalla provincia di Calabria Ulteriore Seconda, che comprendeva i distretti di Catanzaro, Monteleone (oggi Vibo Valentia), Nicastro (oggi nel comune di Lamezia Terme) e Cotrone (oggi Crotone).
Dopo la creazione delle nuove province nel 1992. create con il distacco di 77 comuni della originaria provincia di Catanzaro, comprende attualmente i soli comuni che erano appartenuti ai comprensori di Catanzaro e Lamezia Terme.
- Nel 1863 il comune di Nocera della Pietra della Nave assunse il nome di Nocera Terinese.
- Nel 1872 il comune di Feroleto Piano assunse il nome di Pianopoli.
- Nel 1935 venne creato il comune di Sant'Eufemia Lamezia da territori appartenenti al comune di Gizzeria.
- Nel 1968 i comuni di Nicastro, Sambiase e Sant'Eufemia Lamezia sono stati uniti, dando origine al comune di Lamezia Terme.

## Variazioni amministrative della provincia di Cosenza
La provincia di Cosenza corrisponde approssimativamente ai territori dell'antica provincia di Calabria Citeriore.
- Nel 1863 il casale di Pietramala assunse il nome di Cleto e divenne frazione di Aiello Calabro, da cui si staccò come comune autonomo nel 1934.
- Nel 1928 il comune di Longobardi diviene frazione di Fiumefreddo Bruzio.
- Nel 1928 il comune di Praia a Mare (all'epoca chiamata Praia d'Aieta) diviene amministrativamente autonomo staccandosi dal comune di Aieta che perde così la sua zona marina.
- Nel 1937 la frazione di Longobardi si stacca da Fiumefreddo Bruzio ritornando comune autonomo.
- Nel 2017 i comuni di Spezzano Piccolo, Casole Bruzio, Trenta, Pedace e Serra Pedace si fondono nel comune di Casali del Manco.
- Nel 2018 i comuni di Corigliano Calabro e Rossano si fondono dando origine a Corigliano-Rossano.

## Variazioni amministrative della provincia di Crotone
La provincia di Crotone è stata istituita nel 1992 dai comuni che nel Regno delle due Sicilie erano appartenuti al comprensorio di Crotone.
- Nel 1928 il comune di "Cotrone" cambiò nome diventando Crotone.
- Nel 1952 viene istituito il Comune di Cirò Marina, staccato dal Comune di Cirò.

## Variazioni amministrative della provincia di Reggio Calabria
La provincia di Reggio Calabria corrisponde ai territori dell'antica provincia di Calabria Ulteriore Prima.
- Nel 1864 il comune di San Giorgio cambiò il nome in San Giorgio Morgeto.
- Nel 1908 viene istituito il comune di Bova Marina, staccato dal comune di Bova.
- Nel 1932 i comuni di Campo Calabro, Cannitello, Cataforio, Catona, Fiumara, Gallico, Gallina, Pellaro, Podàrgoni, Rosalì, Salìce, Sambatello, Villa San Giovanni, Villa San Giuseppe furono soppressi e aggiunti al territorio del comune di Reggio Calabria.
- Nel 1933 i comuni di Campo Calabro, Fiumara e Villa San Giovanni si staccarono dal comune di Reggio Calabria ritornando autonomi mentre Cannitello non riottenne l'autonomia ma fu aggregato al comune di Villa San Giovanni.
- Nel 1936 viene istituito il comune di Melicucco, in precedenza frazione di Polistena.
- Nel 1977 viene istituito il comune di San Ferdinando, in precedenza frazione di Rosarno.

## Variazioni amministrative della provincia di Vibo Valentia
La provincia di Vibo Valentia è stata istituita nel 1992 dai comuni che nel Regno delle due Sicilie erano appartenuti al comprensorio di Vibo Valentia.
- Nel 1928 il comune di Monteleone cambiò nome diventando Vibo Valentia.